# Sperrbrecherflottillen

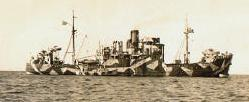
Sperrbrecher 131 der 3. Sperrbrecherflottille

Die Sperrbrecherflottillen waren deutsche Flottillen der Kriegsmarine im Zweiten Weltkrieg, welche aus sogenannten Sperrbrechern gebildet wurden. Insgesamt wurden sieben Sperrbrecherflottillen aufgestellt, wobei eine 7. Sperrbrecherflottille nicht zur Aufstellung kam.
Die Sperrbrecherflottillen waren je nach Einsatzgebiet anfangs dem jeweiligen Führer der Minensuchboote unterstellt. Die Führung der Flottillen wurden meist von Reserveoffizieren übernommen.
Siehe auch: Sperrbrecher im Artikel Minenabwehrfahrzeug

## 1. Sperrbrecherflottille
Die 1. Sperrbrecherflottille wurde im Juli 1940 aus der seit September 1939 bestehenden 1. Sperrbrechergruppe aufgestellt. Einsatzgebiet war die Westliche Ostsee inkl. der Ostseezugänge und ab 1940 zusätzlich die Deutsche Bucht. Ab März 1942 war die Flottille der 5. Sicherungs-Division zugeteilt. Im Juni 1944 war die Flottille bei der Operation Overlord eingebunden. Nach dem Krieg war die Flottille im Rahmen des Deutschen Minenräumdienstes bei der 1. Minenräumdivision. Die Flottille wurde 1946 aufgelöst.

### Schiffe (Auswahl)
- Kanonenboot K 4: von der Indienststellung im April 1943 bis Kriegsende
- Fl.J 28 Simon von Utrecht: von der 2. Flak-Jäger-Flottille

### Flottillenchefs
- Korvettenkapitän Richard von Stosch: von der Aufstellung bis Mai 1941, vormals Chef des 1. Sperrbrechergruppe und Kommandant des Sperrbrechers 10[1]
- Korvettenkapitän d. R. Christian Schmidt-Prestin: von Mai 1941 bis April 1942[2]
- Fregattenkapitän d. R. Gustav Freiherr von Liebenstein: von Mai 1942 bis Februar 1943[3]
- Korvettenkapitän d. R. Wilhelm Frank: von Februar 1943 bis zur Auflösung, vormals Kommandant von Sperrbrecher 11 und bis zur Auflösung im April 1943 auch mit der Führung der 2. Flak-Jäger-Flottille beauftragt[4]

## 2. Sperrbrecherflottille
Die 2. Sperrbrecherflottille wurde am 1. Juli 1940 aus der 2., 4. und 6. Sperrbrechergruppe aufgestellt. Einsatzgebiet der Flottille lag an der französischen Küste zwischen Brest und der spanischen Grenze. Die Unterstellung erfolgte unter den Führer der Minensuchboote West. Ab der Aufstellung der 4. Sicherungs-Division im Februar 1941 war die Flottille dieser zugeteilt. Am 1. Juli 1941 wurde die Flottille geteilt und zusätzlich eine 6. Sperrbrecherflottille gebildet. Nach Bildung der 6. Sperrbrecherflottille war das Einsatzgebiet zwischen der Loire-Mündung und der spanischen Grenze. Hauptstützpunkt der Flottille war Royan, Einsatzhäfen waren zudem Saint-Nazaire, La Rochelle, La Pallice und Bordeaux. Im Juni 1944 war die Flottille bei der Operation Overlord eingebunden. Die Flottille, wie auch die 4. Sicherungs-Division, wurde im September 1944 aufgelöst.

### Schiffe (Auswahl)
- Sperrbrecher 1: ab der Indienststellung Mitte September 1940, ab Juli 1941 bei der 6. Sperrbrecherflottille
- Sperrbrecher 2: von September 1940 bis zum Untergang im gleichen Monat
- Sperrbrecher 9: ab der Aufstellung im Juli 1940, ab Juli 1941 bei der 6. Sperrbrecherflottille
- Sperrbrecher 14: ab der Indienststellung Ende November 1940 bis zur Außerdienstsetzung im Dezember 1942

### Flottillenchefs
- Fregattenkapitän Lothar Köhler: von der Aufstellung bis März 1941[5]
- Korvettenkapitän/Fregattenkapitän Rudolf Körner: von März 1941 bis Oktober 1942[6]
- Fregattenkapitän Fritz Drevin: von Oktober 1942 bis zur Auflösung, vorher Chef der 12. U-Jagd-Flottille[7]

## 3. Sperrbrecherflottille
Die 3. Sperrbrecherflottille wurde am 1. Oktober 1940 aus der 1. Vorpostenflottille aufgestellt. Einsatzgebiet war die westliche Ostsee und die Auslaufwege der U-Boote im Großen und Kleinen Belt und dem Sund. Mit der Aufstellung im Dezember 1944 war die Flottille der 10. Sicherungs-Division zugeteilt. Nach dem Krieg war die Flottille im Rahmen des Deutschen Minenräumdienstes bei der 3. Minenräumdivision. Die Flottille wurde 1946 aufgelöst.

### Schiffe (Auswahl)
- Sperrbrecher 31, später Sperrbrecher 131: ab der Aufstellung inkl. Zeit ab Kriegsende im Minenräumdienst
- Sperrbrecher 39: ab der Aufstellung bis Juli 1941, dann Hafenschutzflottille Stavanger

### Flottillenchefs
- Fregattenkapitän d. R. Dr. rer. pol. Friedrich Körner: von der Aufstellung bis Dezember 1941[6]
- Korvettenkapitän d. R. z. V. Robert von Schlieben: von Januar 1942 bis Februar 1943, vormals Sperrbrecherkommandant in der 1. Sperrbrecherflottille[8]
- Korvettenkapitän d. R. Kurt Eichert: von Februar 1943 bis April 1944[9]
- Kapitän zur See d. R. Otto Fontane: von April 1944 bis zur Auflösung 1946, vormals Kommandant von Sperrbrecher 10, Sperrbrecher 161 und Sperrbrecher 22

## 4. Sperrbrecherflottille
Die 4. Sperrbrecherflottille wurde am 29. September 1940 aus der seit Juni 1940 bestehenden Sperrbrechergruppe Niederlande aufgestellt. Die Zuteilung der Flottille erfolgte unter der 2. Sicherungs-Division. Einsatzgebiet war zwischen der Schelde und Cherbourg. Ende 1941 wurde aus Teilen der Flottille die 5. Sperrbrecherflottille gebildet. Die Flottille wurde im Juli 1943 aufgelöst.

### Schiffe (Auswahl)
- Sperrbrecher 21: ab Juli 1941 bis zum Untergang Mitte Juni 1943

### Flottillenchefs
- Fregattenkapitän d. R. Dr. med. Werner Wilscheck: von der Aufstellung bis Oktober 1941, vormals Chef des Sperrbrechergruppe Niederlande[10]
- Korvettenkapitän Karl Palmgren: von Oktober 1941 bis März 1943, ehemaliger Kommandant des Sperrbrechers 1
- unbesetzt: von März 1943 bis zur Auflösung

## 5. Sperrbrecherflottille
Die 5. Sperrbrecherflottille wurde im November 1941 aufgestellt. Für die Aufstellung wurden Teile der 4. Sperrbrecherflottille herangezogen. Die Flottille wurde bereits im Dezember 1941 in 8. Sperrbrecherflottille umbenannt. Flottillenchef war Korvettenkapitän d. R. Maximilian Fels, vormals Kommandant des Sperrbrechers 14 der 2. Sperrbrecherflottille und anschließend Chef der 8. Sperrbrecherflottille.

## 6. Sperrbrecherflottille
Die 6. Sperrbrecherflottille entstand am 1. Juli 1941 aus der Teilung der 2. Sperrbrecherflottille aufgestellt und der 3. Sicherungs-Division zugeteilt. Einsatzgebiet war vor Nantes und später Concarneau. Am 3. August 1941 wurde der Kommandant des Sperrbrechers 1 und späterer Chef der 4. Sperrbrecherflottille Korvettenkapitän Karl Palmgren mit dem Ritterkreuz des Eisernen Kreuzes ausgezeichnet, wodurch das Schiff ab da an ein Ritterkreuz auf der Brücke trug. Im Juni 1944 war die Flottille bei der Operation Overlord eingebunden. Die Flottille wurde, wie auch die 3. Sicherungs-Division, im September 1944 aufgelöst.

### Schiffe (Auswahl)
- Sperrbrecher 1: ab der Aufstellung, davor 2. Sperrbrecherflottille
- Sperrbrecher 9: ab der Aufstellung, davor 2. Sperrbrecherflottille
- Sperrbrecher 134: unter dem Kommando von Joachim Wünning

### Flottillenchefs
- Fregattenkapitän d. R. Woldemar Petri: von der Aufstellung bis Januar 1943[12]
- Korvettenkapitän d. R. Bodo Notholt: von Januar 1943 bis zur Auflösung, zugleich von Mai 1943 bis Juli 1943 mit der Führung der 3. Sicherungs-Division beauftragt[13]

## 8. Sperrbrecherflottille
Die 8. Sperrbrecherflottille entstand am 9. Dezember 1941 durch die Umbenennung der 5. Sperrbrecherflottille. Sie kam zur 1. Sicherungs-Division. Einsatzgebiet war die Nordsee und vor der holländischen Küste. Ab März 1942 war die Flottille der 5. Sicherungs-Division zugeteilt. Im Juni 1944 war die Flottille bei der Operation Overlord eingebunden. Zu Kriegsende kam die Flottille in dänischen Gewässern zum Einsatz. Die Flottille bestand bis Kriegsende.

### Flottillenchefs
- Korvettenkapitän d. R. Maximilian Fels: von der Aufstellung bis Februar 1943, vormals Kommandant des Sperrbrechers 14 und Chef der aufgelösten 5. Sperrbrecherflottille[11]
- Korvettenkapitän d. R. Hugo Gerdts: von Februar 1943 bis April 1944, ab November 1941 Kommandant des Sperrbrechers 170 und stellvertretender Flottillenchef[14]
- Kapitän zur See Walter Michatsch: von April 1944 bis Kriegsende, vorher Kommandant in der 1. Sperrbrecherflottille[15]